# Línea 5 (Urbanos de Valdemoro)
La línea 5 de la red de autobuses urbanos de Valdemoro une de manera circular la estación de tren con el Polígono Industrial Rompecubas.

## Características
Esta línea une la estación de Valdemoro con el Polígono Industrial Rompecubas.
Pese a tener el mismo itinerario tanto en la ida como en la vuelta, se considera circular a efectos internos. Además, sus horarios se encuentran coordinados con los de la línea 4.
La línea circula exclusivamente por el término municipal de Valdemoro. Como bien se expresa en la numeración interna del CRTM, recibe el número 5161. El primer dígito corresponde a la línea, en este caso la línea 5. Y los últimos tres dígitos corresponden al municipio por el que circula, en este caso 161 corresponde al municipio de Valdemoro.
La línea mantiene los mismos horarios todo el año (exceptuando las vísperas de festivo y festivos de Navidad) circulando sólo de lunes a viernes laborables.
Está operada por AISA mediante la concesión administrativa URCM-161 - Urbano de Valdemoro (Urbanos Comunidad de Madrid) del Consorcio Regional de Transportes de Madrid.

## Horarios
| Todo el año                |
| Lunes a viernes laborables |
| 08:00                      |
| 08:48                      |
| 14:20                      |
| 15:50                      |
| 17:10                      |

Paso por la calle de Narciso Monturiol aproximadamente 24 minutos después de su salida de la estación de tren. Duración del recorrido circular completo aproximadamente 48 minutos.

## Recorrido y paradas
| Código | Parada                                      | Común con               | Conexión con Cercanías |
| --- | ------------------------------------------- | ----------------------- | ---------------------- |
| 09155 | P.º Estación - Est. Valdemoro               | 1 2 4 6 7               | Valdemoro              |
| 19437 | P.º Estación - Tenerife                     | 1 2 4 6 7               |                        |
| 19438 | P.º Estación - Alberiza                     | 1 2 6 7 SE              |                        |
| 20174 | Av. Andalucía - Federico Marín              | 423 424 426 2 6 VAC-231 |                        |
| 11984 | P.º Enrique Tierno Galván - Colegio         | 2 6                     |                        |
| 12985 | P.º E. Tierno Galván - Parque Tierno Galván | 2 6                     |                        |
| 15931 | Salinas - P.º del Juncarejo                 | 424 6                   |                        |
| 15933 | Chequia - Portugal                          | 424 6                   |                        |
| 15935 | Av. Europa - Eslovaquia                     | 424 6                   |                        |
| 15937 | Av. Europa - Benelux                        | 424 6                   |                        |
| 20826 | Gaspar Bravo de Sobremonte - Rosario        | 6                       |                        |
| 15377 | G. Bravo Sobremonte - Narciso Monturiol     |                         |                        |
| 15380 | G. Bravo Sobremonte - Av. B. Daza de Valdés |                         |                        |
| 15382 | Narciso Monturiol - Av. B. Daza de Valdés   | 423 426                 |                        |
| La hora de paso por esta parada es aproximadamente 24 minutos después de salir de la estación de Valdemoro |                                             |                         |                        |
| 15418 | Narciso Monturiol - Leo. Torres Quevedo     |                         |                        |
| 15381 | Narciso Monturiol - Av. B. Daza de Valdés   |                         |                        |
| 15379 | G. Bravo Sobremonte - Av. B. Daza de Valdés |                         |                        |
| 15378 | G. Bravo Sobremonte - Narciso Monturiol     |                         |                        |
| 15416 | Circunvalación Sur - Av. Europa             | 6                       |                        |
| 15376 | Circunvalación Sur - Gta. Pozo San Pedro    | 6                       |                        |
| 17390 | Homero - Grecia                             | 6                       |                        |
| 17391 | Homero - Delfos                             | 6                       |                        |
| 17392 | Virgilio - Atlántida                        | 6                       |                        |
| 17393 | Virgilio - Tebas                            | 6                       |                        |
| 17394 | Virgilio - Atlántida                        | 6                       |                        |
| 21341 | Av. Mar Mediterráneo - Gta. Amazonas        | 424 3 6 7               |                        |
| 17207 | Gta. Sirenas - Mar Adriático                | 424 425 3 6 7           |                        |
| 11993 | Av. Mar Adriático - Colegio                 | 424 2 6                 |                        |
| 15375 | Gta. Pozo San Pedro - P.º Juncarejo         | 424 2 6                 |                        |
| 15417 | Circunvalación Sur - Av. Europa             | 6                       |                        |
| 20827 | Gaspar Bravo de Sobremonte - Rosario        | 6                       |                        |
| 15938 | Av. Europa - Benelux                        | 424 6                   |                        |
| 15936 | Av. Europa - Eslovaquia                     | 424 6                   |                        |
| 15934 | Chequia - Portugal                          | 424 6                   |                        |
| 15932 | C.º Salinas - Parque Enrique Tierno Galván  | 424 6                   |                        |
| 12892 | P.º E. Tierno Galván - Parque Tierno Galván | 2 6                     |                        |
| 11985 | P.º Enrique Tierno Galván - Colegio         | 2 6                     |                        |
| 10762 | Av. Andalucía - P.º de la Estación          | 1 2 6 SE                |                        |
| 19439 | P.º Estación - Alberiza                     | 1 2 4 6 7 SE            |                        |
| 10765 | P.º Estación - Ibiza                        | 1 2 4 6 7               |                        |
| 09155 | P.º Estación - Est. Valdemoro               | 1 2 4 6 7               | Valdemoro              |